# Aproximant lateral velar sonora
La lateral aproximant velar sonora és un fonema present en alguns idiomes que es representa [ʟ] en l'Alfabet fonètic internacional (una lletra ela versaleta).

## Característiques
- És una consonant lateral perquè l'aire escapa pels costats de la llengua.
- És velar, ja que la llengua toca el vel del paladar, tirant-se cap enrere.
- És un so oral: l'aire no surt pel nas en articular-lo.
- És sonora perquè hi ha vibració de les cordes vocals.

## En català
En català no existeix aquest fonema tot i que determinades laterals poden pronunciar-se de forma velar per assimilació amb una [k] o una [g], essent un fenomen poc freqüent.